# Leszczynowa Skała

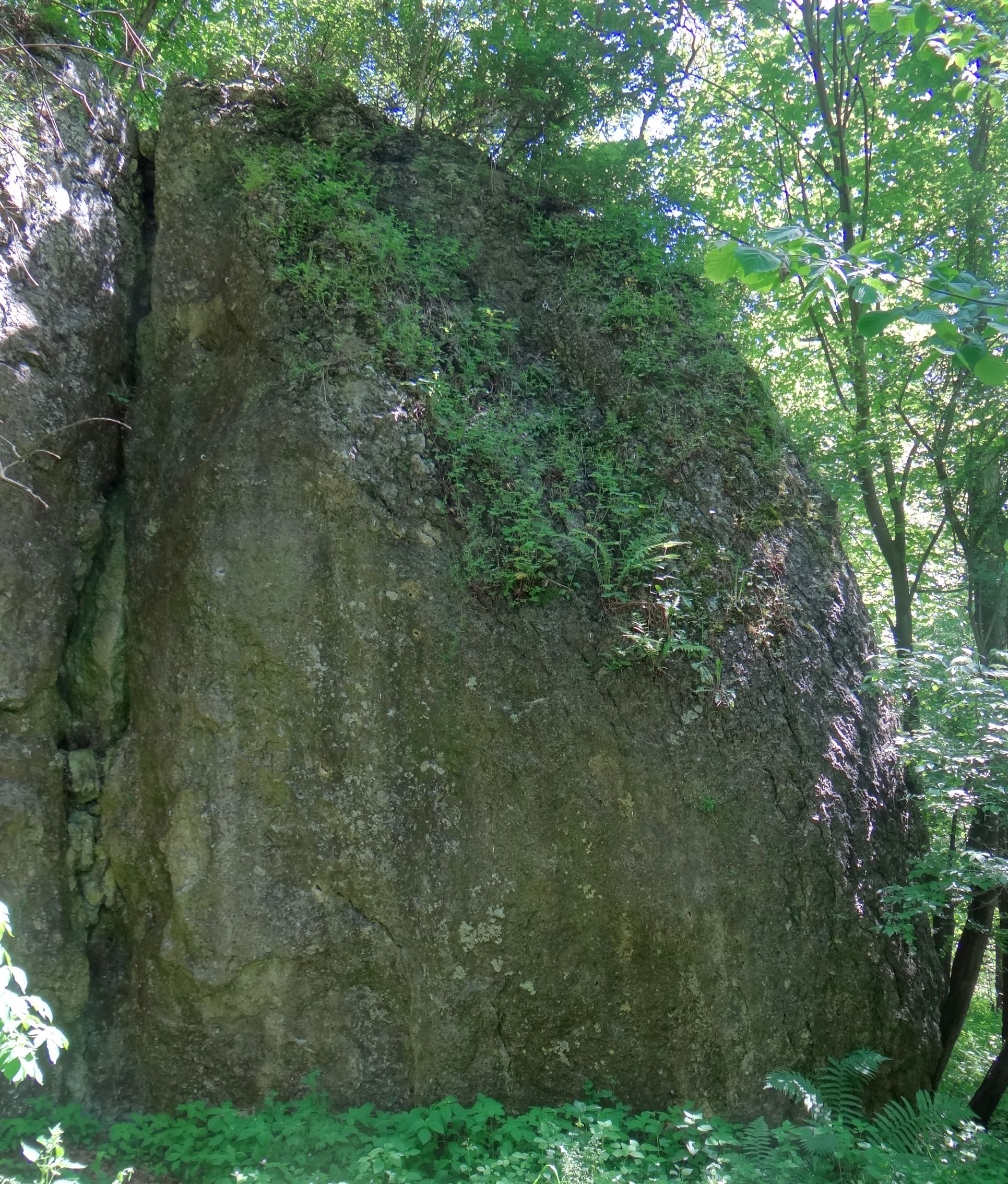

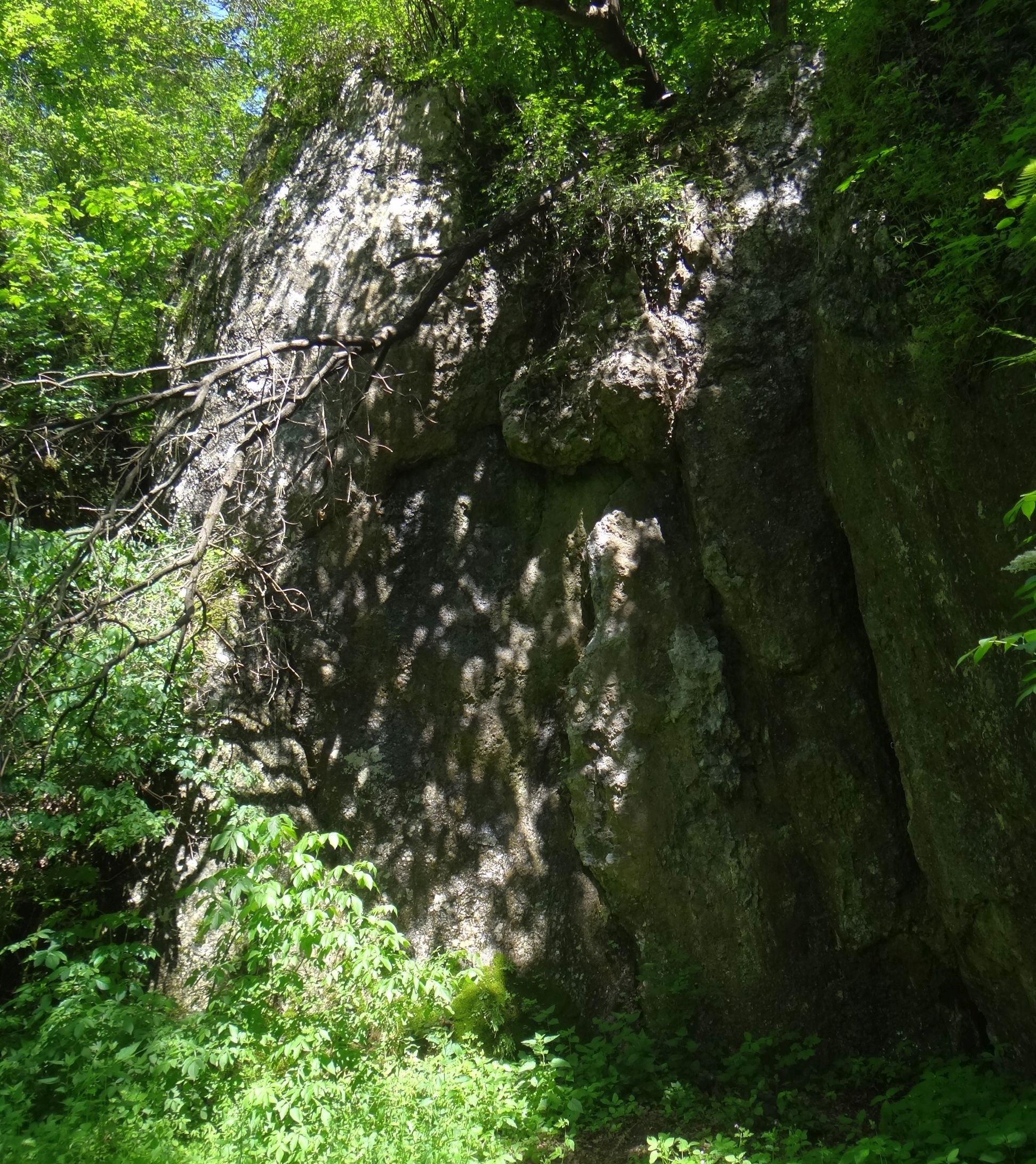

Leszczynowa Skała – skała w lewych zboczach Doliny Brzoskwinki, w miejscowości Brzoskwinia, w województwie małopolskim, w powiecie krakowskim, w gminie Zabierzów. Pod względem geograficznym znajduje się na Garbie Tenczyńskim (część Wyżyny Krakowsko-Częstochowskiej) w obrębie Tenczyńskiego Parku Krajobrazowego.
Leszczynowa Skała znajduje się w grupie Węzich Skał (pozostałe to Menhir, Węzia Skała i Drzewna Skała). Skały znajdują się w lesie na południowo-wschodnim końcu zabudowanego obszaru wsi Brzoskwinia, tuż przy korycie potoku Brzoskwinka. Przy skałach znajduje się dom i ujęcie wody. W ich pobliże dochodzi wąska droga asfaltowa. Leszczynowa Skała zbudowana jest z wapieni, ma wysokość 9–10 m, ściany połogie, pionowe lub przewieszone z filarem. Na jej zachodniej i północno-zachodniej ścianie uprawiana jest wspinaczka skalna. Jest 11 dróg wspinaczkowych o trudności od V do VI.5 w skali krakowskiej i długości do 10 m. Siedem z nich ma zamontowane stałe punkty asekuracyjne: ringi (r), stanowiska zjazdowe (st), ringi zjazdowe (rz) lub 2 ringi zjazdowe (2rz).

## Drogi wspinaczkowe
1. Padolino; 4r + st, VI.1+, 10 m
2. Nigdy nie spadnie; 4r + st, VI.3, 10 m
3. Kanciarz; 1r + st, VI.2+ 	0.00, 10 m
4. Seks z zombie; VI, 9 m
5. Seks z masą; VI, 9 m
6. Masa upadłościowa; 4r + st, VI.1+, 9 m
7. MaAron na uszy; V, 9 m
8. Pirotechnika; 4r + drz, VI.4, 10 m
9. Major Łupaszko; 3r + rz, VI.5, 10 m
10. Mikroszkop; 3r + st, VI.3+, 9 m
11. W ogóle werboten; 2r + st, VI.2+/3, 9 m[3].